# Sorkheh
Sorkheh (farsi سرخه) è una città e capoluogo dello shahrestān di Sorkheh, circoscrizione Centrale, nella provincia di Semnan in Iran. Aveva, nel 2006, una popolazione di 9.062 abitanti. Si trova a sud-ovest di Semnan.